# Guignardia aesculi
Guignardia aesculi  (лат.) — вид грибов из семейства Botryosphaeriaceae. Поражает листья различных видов конского каштана ранней осенью.
Поражает листья конского каштана обыкновенного, конского каштана японского, конского каштана мясо-красного, конского каштана голого, конского каштана лесного, конского каштана мелкоцветкового и конского каштана красного, выражаясь красноватыми или бледно-коричневыми неправильными пятнами. Обычно располагается на кончике листа или по его краям. Пятна часто окружает явственная жёлтая кайма, но иногда кайма отсутствует.